# Galleria d'arte moderna Ricci Oddi
La Galleria d'Arte Moderna Ricci Oddi è una pinacoteca di Piacenza dedicata a dipinti di arte moderna.

## Storia

### La collezione d'arte di Giuseppe Ricci Oddi

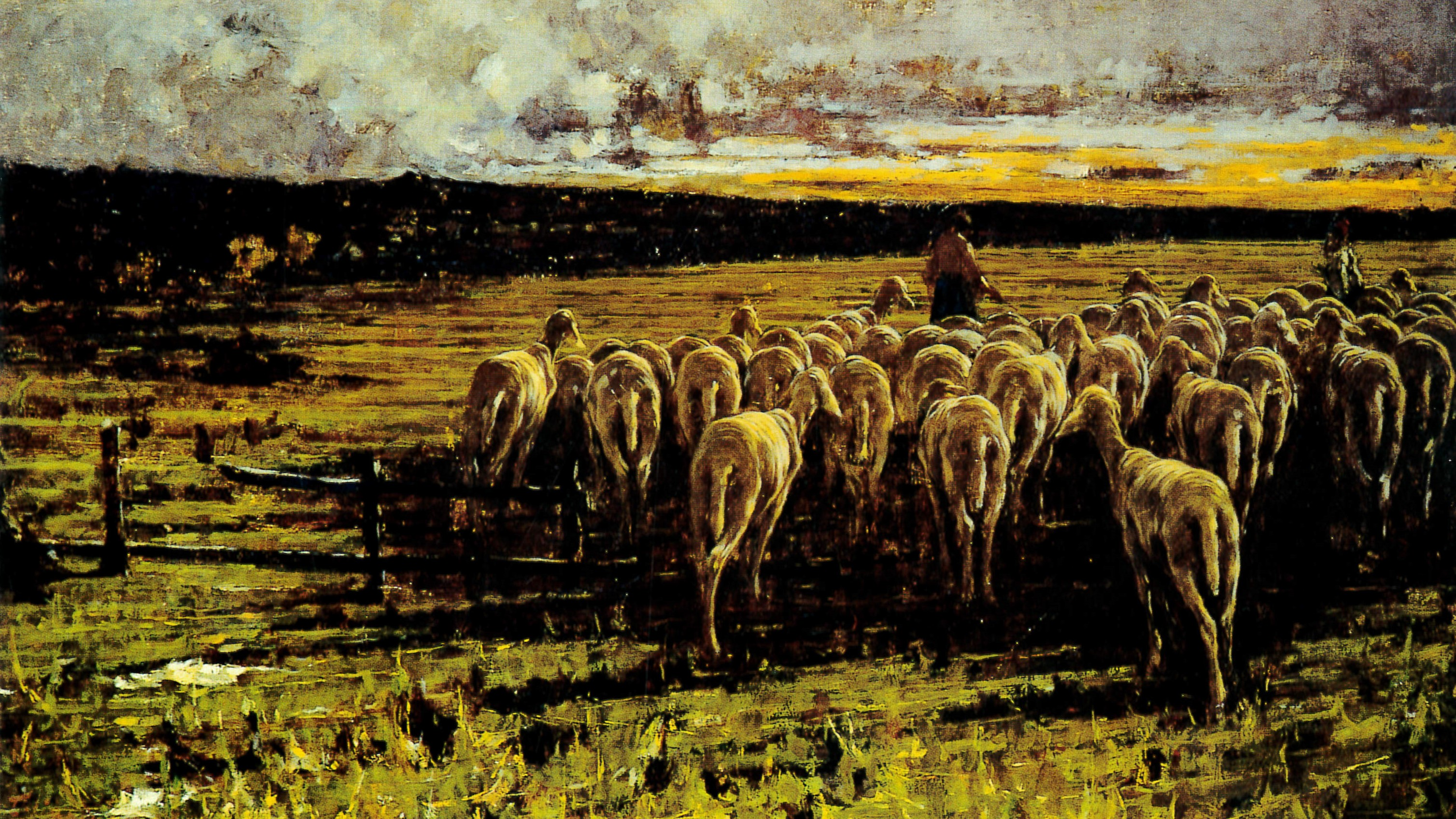
Pecore Tosate di Francesco Filippini, olio su tela, 80x130 cm, inv. n. 115

La collezione d'arte nucleo della fondazione della galleria si deve al collezionista piacentino Giuseppe Ricci Oddi, erede di una famiglia con interessi immobiliari, in aziende agricole e nelle Officine Meccaniche Piacentine. Ricci Oddi aveva iniziato a costituire la propria collezione di opere nel 1897 quando, rientrato nella città natale dopo aver sostenuto studi di giurisprudenza a Roma e a Torino, decise di arredare il palazzo di famiglia, all'interno del quale aveva ricevuto un appartamento dalla madre. Le prime opere acquisite, su consiglio dello scultore Oreste Labò, furono Pecore tosate di Francesco Filippini e Dopo Novara di Gaetano Previati che vennero inizialmente poste a decorare il salotto dell'appartamento di Ricci Oddi. L'anno successivo vennero invece acquistate due opere di Filippo Carcano, Strada al Mottarone e Tramonto a Sottomarina. Durante tutto il primo decennio del Novecento Ricci Oddi seguitò acquistò sporadicamente ulteriori opere, sempre con l'intento di arredare il proprio appartamento.
L'attività di collezionista venne intrapresa da Ricci Oddi in maniera più strutturata a partire dal biennio 1909-1910, grazie al decisivo contributo dell'amico Carlo Pennaroli, esperto d'arte e pittore dilettante, con cui visitò la biennale di Venezia iniziando poi a frequentare gli studi di diversi pittori tra cui Giorgio Belloni, Giuseppe Sacheri, Francesco Paolo Michetti e Giuseppe Casciaro. A partire dal 1911 gli acquisti di opere incrementarono in numero procedendo a un ritmo piuttosto serrato, concentrandosi sull'arte dell'Ottocento e dei primi del Novecento appartenenti principalmente a due generi, il paesaggio e la ritrattistica.

### La donazione della collezione e l'apertura della galleria
A partire dal 1913 Ricci Oddi iniziò la ricerca di uno stabile in grado di ospitare la collezione, dopo aver preso la decisione di non conservarla all'interno del proprio palazzo i cui spazi erano ormai insufficienti e dove Ricci Oddi non era solito permettere l'accesso libero ai visitatori. Le diverse opzioni offerte dalla città, tra cui palazzo Nasalli, palazzo Fogliani e palazzo Fusani, furono scartate a causa della scarsa illuminazione oppure della difficoltà di costituzione di un percorso di visita omogeneo, stante i limiti strutturali presentati da un edificio preesistente. Fu scartata anche la possibilità di spostare la collezione presso palazzo Farnese.
Ricci Oddi decise quindi di costruire a proprie spese un edificio appositamente progettato per ospitare le opere: in questa fase il collezionista fu supportato dall'architetto Giulio Ulisse Arata a cui si deve la scelta del terreno su cui poi sarebbe stato realizzato l'edificio, progettato dallo stesso Arata. Scelta l'area occupata originariamente dal convento di san Sisto, nel 1924 il comune di Piacenza acquistò il lotto mettendolo a disposizione di Arata, mentre il 27 dicembre fu redatto l'atto di donazione delle opere al comune e di fondazione della galleria d'arte. I lavori videro il recupero di alcune parti superstiti del complesso conventuale che vennero poi raccordate con la galleria costruita ex novo.
Nell'aprile 1931 la galleria fu eretta in ente morale, in seguito il pittore piacentino Giuseppe Sidoli ne venne nominato primo direttore, carica che poi mantenne fino al 1967. L'11 ottobre dello stesso anno la galleria fu ufficialmente inaugurata alla presenza dei principi di Piemonte Umberto di Savoia e Maria José del Belgio in una cerimonia a cui non partecipò il fondatore. A partire dal successivo 28 ottobre il museo fu aperto al pubblico. L'allestimento originale, curato dallo stesso Ricci Oddi con il supporto di Arata e del pittore Aldo Carpi contava poco più di 450 opere.

### Dopo l'inaugurazione
A partire dal 1934 Ricci Oddi mise a disposizione della galleria un budget che permise una campagna di acquisti di opere svincolata dall'azione diretta fondatore. Alla morte del collezionista, avvenuta nel 1937, tutti i beni personali furono lasciati alla galleria con l'obiettivo di garantirne l'autonomia dal punto di vista finanziario.
Dopo la scomparsa del fondatore la galleria continuò ad ampliare la propria collezione, facendo conto sul lascito testamentario di Ricci Oddi.

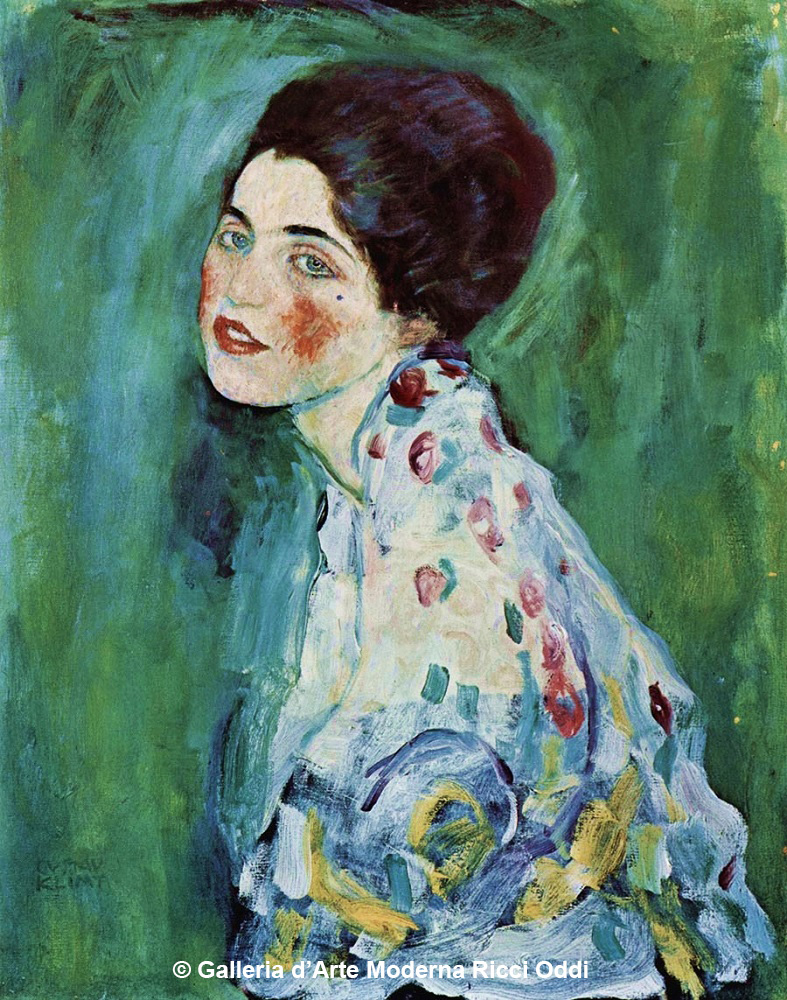
Il Ritratto di signora di Gustav Klimt, trafugato dalla galleria nel 1997 e ritrovato nel 2019

A partire dal 1942 fu documentata la presenza di un'ulteriore sala, dedicata al pittore piacentino Stefano Bruzzi.
Lo scoppio della seconda guerra mondiale influenzò l'attività della galleria: nel 1941, la cancellata esterna della galleria venne sostituita da una in laterizio, con il metallo che fu utilizzato per sostenere la produzione di cannoni e carri armati da utilizzarsi nel conflitto in corso, mentre i principali dipinti furono trasferiti presso il castello di Torrechiara, questo non impedì il proseguimento dell'attività nei pressi della sede di Piacenza che, pur spogliata temporaneamente delle proprie opere, ospitò nel febbraio del 1945 una mostra d’arte contemporanea. La galleria fu riaperta al pubblico dopo il conflitto nel 1947; parallelamente continuò l'acquisto di nuove opere per ampliare la collezione, anche se il ritmo fu rallentato rispetto al periodo prebellico a causa delle diminuite risorse economiche a disposizione.
Nel 1963 venne aggiunta una sala dedicata agli artisti contemporanei.
Il 22 febbraio 1997 presso la galleria fu scoperto il furto del quadro Ritratto di signora, opera di Gustav Klimt acquistata da Ricci Oddi nel 1925 e che, come emerso l'anno precedente al furto, era la versione ridipinta di un'altra opera di Klimt, il Ritratto di Ragazza, esposto nel 1912 a Dresda e poi considerato perduto. Il furto del quadro, che era in procinto di essere trasferito nel palazzo Gotico per una mostra, era avvenuto in uno dei tre giorni precedenti con modalità che non furono chiarite nelle successive indagini.
Il museo rimase chiuso per quattro anni tra il 1997 e il 2001 per permettere interventi sugli impianti e i servizi. La riapertura al termine dei lavori avvenne il 12 febbraio 2001, con il debutto di un nuovo allestimento pensato per garantire la fruibilità delle opere pur seguendo l'impostazione originale della galleria pensata da Ricci Oddi.
Il 10 dicembre 2019 il Ritratto di Signora fu ritrovato all'interno di un sacco posto nell'intercapedine di una parete esterna della galleria, dopo la conferma dell'autenticità di quanto ritrovato, il quadro venne riesposto presso la galleria a partire dal novembre 2020, con una cerimonia digitale che vide la presenza del ministro ai beni culturali e al turismo Dario Franceschini.
All'inizio del 2024 la Galleria assunse la forma giuridica di fondazione del terzo settore modificando la propria ragione sociale in Fondazione Galleria d’Arte Moderna Giuseppe Ricci Oddi-Ente del Terzo Settore, pur non modificando il nome al pubblico.

## Descrizione

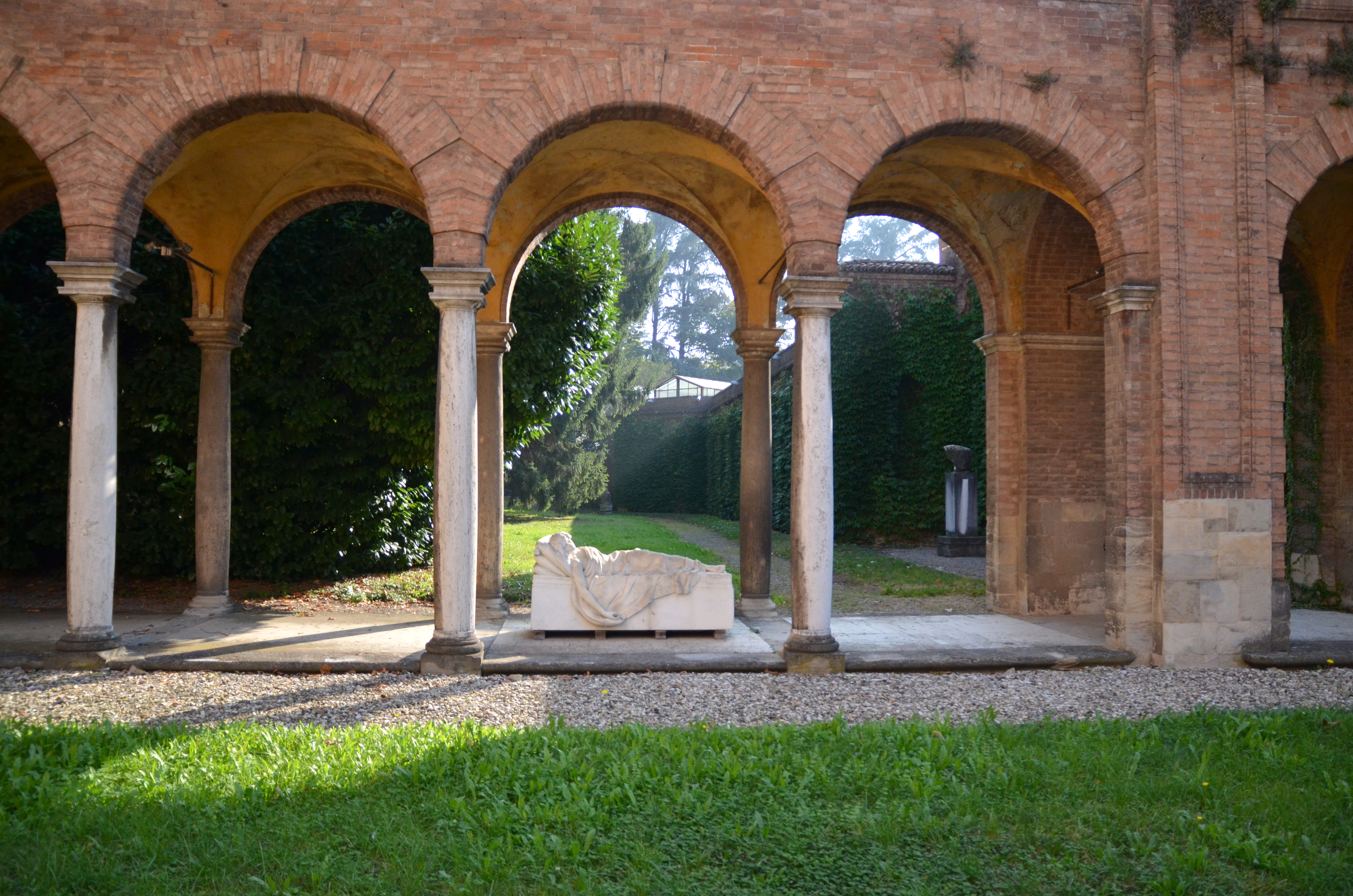
Dettaglio dell'edificio che ospita la galleria

L'edificio che ospita la galleria, appositamente progettato per questa funzione dall'architetto Giulio Ulisse Arata, presenta alcune soluzioni, come l'illuminazione naturale zenitale, volute dal fondatore della galleria Giuseppe Ricci Oddi; l'edificio conserva al suo interno alcuni corpi, residuo del preesistente convento di san Sisto, che sono raccordati con la parte di galleria progettata da Arata per mezzo di alcuni cortili dotati di porticato. Il chiostro grande del convento, che dà su uno spazio verde, venne ricostruito nei suoi due lati mancanti. In fase di costruzione la differenziazione tra gli spazi di nuova realizzazione e quelli preesistenti recuperati venne evidenziata dall'utilizzo dei mattoni a vista per le parti nuove in contrapposizione con l'intonaco utilizzato per le recuperate edificazioni seicentesche.
La pianta dell'edificio, che presenta richiami alle soluzioni di architetti come Victor Horta e Henry van de Velde presenta un salone d'ingresso dotato di quattro grandi nicchie raccordate con la volta di forma circolare. Dal salone parte un corridoio rettangolare tramite cui si accede ad una sala ottagonale che a sua volta permette, su ognuno dei suoi lati, di accedere ad altre sale, poste a raggiera e comunicanti fra esse, permettendo così un itinerario di visita che eviti ritorni all'interno di sale già visitate in precedenza.
All'interno della galleria le opere sono raggruppate per provenienza dei pittori, con sale dedicate alle differenti scuole regionali italiane, e ad alcuni movimenti: Novecento italiano, scapigliatura lombarda, simbolismo e orientalismo. Infine, sono presenti alcune sale monografiche dedicate a singoli artisti, tra i più amati da Ricci Oddi, come Antonio Fontanesi, Antonio Mancini e Stefano Bruzzi.

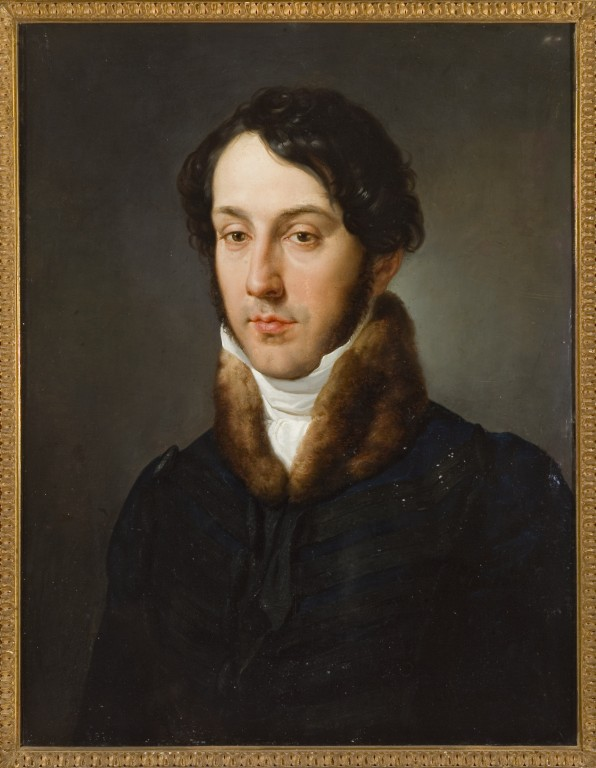
Il Ritratto d'uomo di Francesco Hayez, l'opera più antica conservata presso la galleria

La prima sala è dedicata ai pittori emiliani e ospita opere di autori come Amedeo Bocchi, Giuseppe Graziosi, Grazia Fioresi e Alfredo Protti, nonché le opere dell'italo-francese Mario Cavaglieri. In successione è poi presente la sala dedicata ai pittori toscani che documenta il percorso della pittura locale dai Macchiaioli come Giovanni Fattori, Silvestro Lega e Telemaco Signorini fino a opere pienamente inquadrate nel XX secolo come quelle di Oscar Ghiglia e Cafiero Filippelli, passando per le attività parigine indirizzate verso l'impressionismo di Giuseppe De Nittis e Giovanni Boldini e le diverse evoluzioni del movimento dei Macchiaioli. Nella sala dedicata agli artisti piemontesi si possono trovare quadri realizzati da Giacomo Grosso, Cesare Maggi, Marco Calderini e Giuseppe Pellizza da Volpedo.
Ai pittori di provenienza lombarda sono riservate due sale: tra le opere si trova Ritratto d'uomo di Hayez, l'opera più antica della sala, risalente al 1834; ampio spazio è lasciato al naturalismo lombardo, con opere, tra gli altri, di Mosè Bianchi, Francesco Filippini e Giovanni Segantini. Ai pittori napoletani è dedicata una sala con opere di autori come Francesco Paolo Michetti e Domenico Morelli. Una sala è dedicata al movimento del simbolismo, con dipinti di pittori come Giulio Aristide Sartorio, Plinio Nomellini, Camillo Innocenti e Felice Carena, a cui si affiancano artisti marchigiani, emiliani e romagnoli come Adolfo De Carolis, Mario De Maria e Cesare Laurenti.
Agli artisti stranieri, considerati principalmente per il loro impatto sull'arte italiana, è dedicata una sala che ospita pezzi di diversi artisti tra cui Thorolf Holmboe, Alfred Delaunois, Carl Larsson e Albin Egger-Lienz. Una sala è invece dedicata agli artisti italiani del Novecento, con opere di Piero Marussig, Gianfilippo Usellini e altri. L'ultima sala regionale è dedicata ai pittori veneti come Ferruccio Scattola, Guido Cadorin e Lino Selvatico.
Il percorso espositivo termina con una stanza dedicata alla pittura piacentina, aggiunta nel 2001, che ospita opere di autori come Giuseppe Ghittoni, Luciano Ricchetti, Oswaldo Bot e Bruno Cassinari.
Il salone d'onore, utilizzato per esposizioni temporanee a partire dal 2001, ospita a partire dal ritrovamento dell'opera, il Ritratto di signora di Gustav Klimt.